# Ketyan
Ketyan (tiếng Ả Rập: كتيان) là một ngôi làng Syria nằm ở Taftanaz Nahiyah ở huyện Idlib, Idlib. Theo Cục Thống kê Trung ương Syria (CBS), Ketyan có dân số năm 1876 trong cuộc điều tra dân số năm 2004.